# زياد بن عبد الله البكائي
أبو محمد زياد بن عبد الله بن الطفيل العامري البكائي الكوفي محدّث، راوي السيرة النبوية عن ابن إسحاق. ينسب إلى البكاء ربيعة بن عامر بن صعصعة.

## روايته للحديث النبوي
من شيوخه الذين حدّث عنهم : حصين بن عبد الرحمن، وعبد الملك بن عمير، وعطاء بن السائب، ومنصور بن المعتمر، وعاصم الأحول، وسليمان الأعمش، ومحمد بن جحادة، وغيرهم.
ومن تلاميذه أحمد بن حنبل، وعبد الملك بن هشام النحوي، وعمرو بن علي الفلاس، وزياد بن أيوب، والحسن بن عرفة، وزكريا زحمويه، وغيرهم.

## قالوا عنه
من أقوال العلماء فيه:
- قال أحمد وغيره: ليس به بأس.
- وقال عبد الله بن إدريس: ما أحد في ابن إسحاق أثبت من زياد البكائي ; لأنه أملى عليه مرتين.
- وقال ابن معين: ثقة في ابن إسحاق.
- وروى عباس عن يحيى قال: ليس بشيء قد كتبت عنه المغازي.
- وقال ابن المديني: لا أروي عنه شيئا.
- وقال صالح جزرة: هو في نفسه ضعيف الحديث، لكنه من أثبت الناس في المغازي، باع داره، وخرج يدور مع ابن إسحاق.
- وقال النسائي: ليس بالقوي.
- وقال أبو زرعة: صدوق.
- وقال أبو حاتم: لا يحتج به.
- وقال الترمذي: كثير المناكير.